# Yecheng

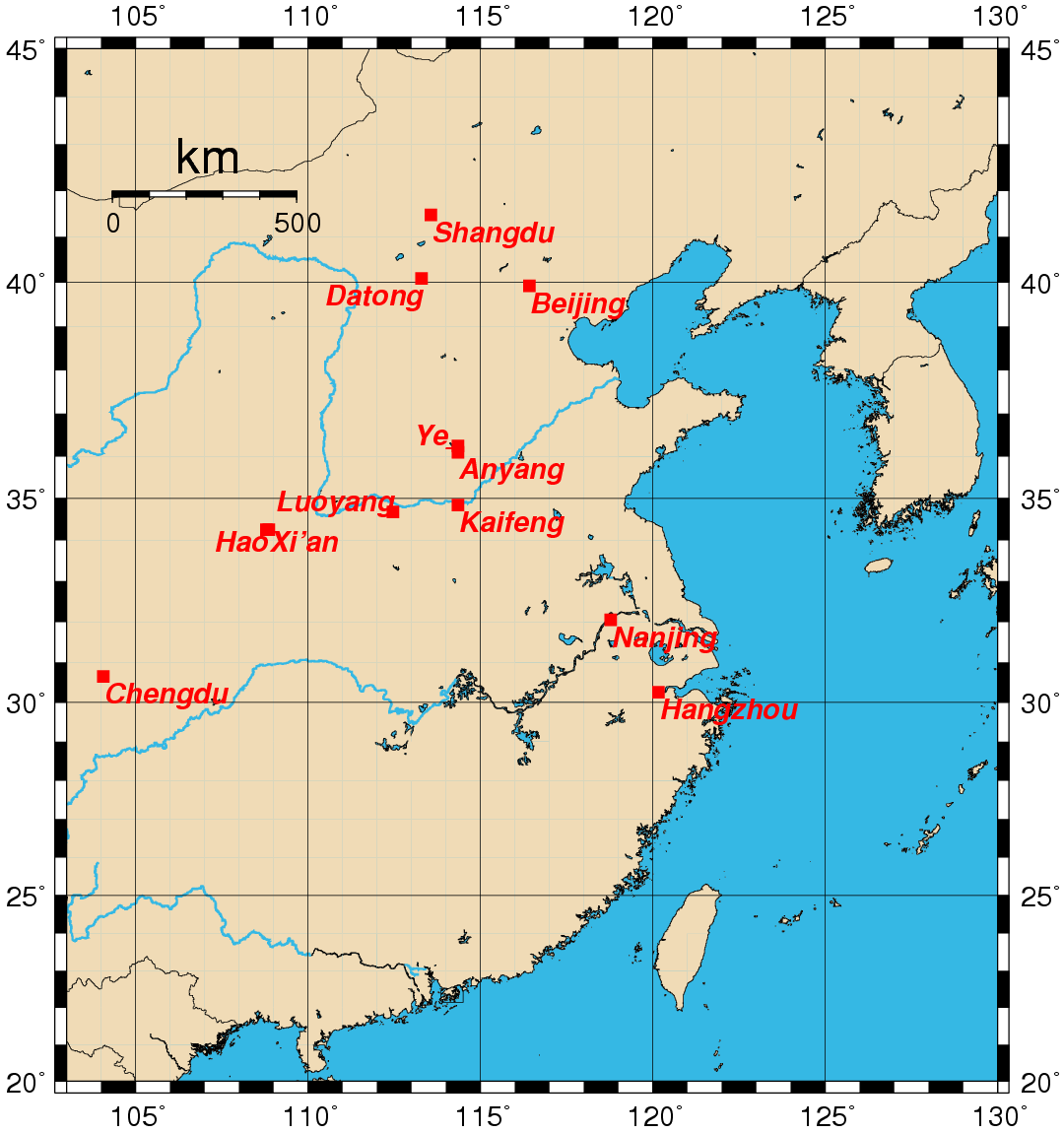
Antigo mapa representando Ye

Ye ou Yecheng (chinês tradicional: 鄴城, chinês simplificado: 邺城, pinyin: Yèchéng, Wade–Giles: Yeh4-ch'eng2) era uma antiga cidade chinesa localizada no que é hoje o condado de Linzhang, Handan, província de Hebei e a vizinha Anyang, Província de Henan na China.
Ye foi construído pela primeira vez no período das primaveras e dos outonos pelo duque Huan de Qi e, no período dos estados em guerra, a cidade pertencia ao estado de Wei. Durante a dinastia Han, Ye foi a sede do Comando Wei e um importante centro regional. Ye foi um centro político e econômico da China durante o Período dos Três Reinos e as Dinastias do Norte. Serviu como quartel-general militar dos senhores da guerra Yuan Shao e Cao Cao nos últimos anos da dinastia Han oriental. Shi Le fez de Ye a capital de sua dinastia Zhao posterior do século 

## Arqueologia
Escavações extensas da cidade foram feitas na década de 2010, permitindo que os historiadores chineses fizessem planos detalhados do local. Em 2012, arqueólogos desenterraram quase 3.000 estátuas de Buda durante uma escavação nos arredores de Ye. A maioria das estátuas é feita de mármore branco e calcário e pode remontar às dinastias Wei Oriental e Qi do Norte (534-577 CE).